# 1.º Festival Internacional da Criança
1º Festival Internacional da Criança é um álbum de estúdio lançado no ano de 1983 pelo selo RCA Victor (atual Sony Music) em parceria com o SBT (na época era TVS São Paulo).
Trata-se de uma coleção de 16 faixas cantadas pelos vencedores e finalistas do programa homônimo, bem como participações especiais de artistas ligados a música infantojuvenil brasileira.
É um registro notável, por trazer um dos primeiros registros fonográficos dos cantores Luciano Nassyn, Patricia Marx e Juninho Bill, que dois anos depois, em 1985, formariam o grupo Trem da Alegria e lançariam seu primeiro disco, Trem da Alegria do Clube da Criança, no mesmo ano.

## Antecedentes
No início de 1983, o SBT anunciou que levaria ao ar em junho do mesmo ano o I Festival Internacional da Criança, com o propósito de estimular e descobrir novos talentos da MPB e tornar possível o aparecimento de novos compositores.
Sob direção e produção de Paulo Ildelfonso, o programa seria exibido por 17 semanas, tendo o último sábado de cada mês o dia da escolha da melhor canção e do melhor interprete de música infantil. Os concorrentes tinham de ter no máximo 13 anos de idade, e passariam pelas quatro partes do concurso: pré-qualificação, eliminatórias, semifinal e final.
A apresentação coube a Giovanna Prado, que vinha apresentando programas ligados ao universo infantil desde os anos de 1970.
Os doze finalistas teriam suas composições incluídas em um LP, a ser lançado pelo SBT - Discos e Fitas, e o vencedor participaria do Festival Mundial da Criança, no México.

## Participantes
A competição era de cantores e músicas, e o resultado final foi:
- 1o. lugar, intérprete: Jefferson Pinas (13 anos), música: "Amor canção" (Renan)[7]
- 2o. lugar, intérprete: Patricia Marques (9 anos), música: "Mãe natureza" (João Paulo e Luí)[7]
- 3o. lugar, intérprete: Luciano Di Franco (10 anos), música: "O incrível Hulk" (Nilo Nascimento)[7]

O vencedor Jefferson Pinas representou o Brasil no festival "América, esta es tu canción", realizado nos parques da Disney em Orlando, nos Estados Unidos. Quatro anos mais tarde, foi um dos apresentadores do programa infantil ZYB Bom exibido pela TV Bandeirantes.
O segundo e terceiro colocados, Patricia Marx (creditada como Patrícia Marques)  e Luciano Nassyn (creditado como Luciano Di Franco), uniram-se a Juninho Bill, e formaram um trio. Seu empresário e criador, o produtor musical Miguel Plopschi, sugeriu à RCA que os três fossem contratados para gravarem junto com a então apresentadora e modelo Xuxa e o palhaço Carequinha, o disco Clube da Criança, que contaria com a participação especial de outros artistas do cast da gravadora. Foi a partir deste álbum, que surgiu o grupo Trem da Alegria do Clube da Criança que mais tarde viria a chamar-se apenas Trem da Alegria.
Os grupos Play-ground e Algodão Doce entraram como convidados especiais, sem participar da competição. Eles apresentaram-se cantando no programa algumas vezes.

## Lista de faixas
Créditos adaptados do encarte do LP 1º Festival Internacional das Crianças, de 1983.
| Lado A |                                                                             |                |         |  |
| N.º    | Título                                                                      | Compositor(es) | Duração |  |
| 1.     | "Abertura"                                                                  |                | 2:10    |  |
| 2.     | "Amor Canção" (Interpretada por "Jefferson")                                |                | 3:24    |  |
| 3.     | "Mãe Natureza" (Interpretada por "Patricia Marques")                        |                | 2:21    |  |
| 4.     | "O Incrível Hulk" (Interpretada por "Juninho Bill")                         |                | 2:32    |  |
| 5.     | "Lula Lelé" (Interpretada por "As Dengosas")                                |                | 2:01    |  |
| 6.     | "Quem Foi Que Disse Que O Sonho Acabou?" (Interpretada por "Marcelo Souza") |                | 3:12    |  |
| 7.     | "Canção Do Tralalá" (Interpretada por "Bem-me-quer")                        |                | 3:16    |  |
| 8.     | "Sonho de Criança" (Interpretada por "Play Ground")                         |                | 2:28    |  |

| Lado B | |                |         |  |
| N.º    | Título | Compositor(es) | Duração |  |
| 1.     | "Sonho De Gente Pequena" (Interpretada por "Daniele") |                | 3:59    |  |
| 2.     | "Deixe Eu Cantar" (Interpretada por "Francelli") |                | 3:17    |  |
| 3.     | "Fruta Do Mato" (Interpretada por "Marquinhos") |                | 2:12    |  |
| 4.     | "Rock da Lanchonete" (Interpretada por "Luciano Di Franco") |                | 2:58    |  |
| 5.     | "Pega-Pega" (Interpretada por "Janaína") |                | 3:45    |  |
| 6.     | "Cheiro De Flor" (Interpretada por "Pétalas") |                | 3:16    |  |
| 7.     | "Salabilibom" (Interpretada por "Algodão Doce") |                | 2:22    |  |
| 8.     | "O Natal Está Para Chegar" (Interpretada por: Jefferson, Patrícia Marques, Juninho Bill, As Dengosas, Marcelo Souza, Bem-Me-Quer, Play Ground, Daniele, Francelli, Marquinhos, Luciano Di Franco, Janaína, Pétalas e Algodão Doce.) |                | 3:28    |  |